# 馬亮 (明朝)
馬亮（？—1446年），河南承宣布政使司衛輝府淇縣（今河南省淇縣）人，明朝军事人物，招遠伯。
靖难之役时，馬亮以燕山衛卒跟随朱棣起兵，累功至都指揮僉事。宣德年间，官至左都督。其率部进攻兀良哈并获胜，封招遠伯。正统十一年去世，謚榮毅。